# Reticolo di Bragg
I reticoli di Bragg sono degli elementi in fibra ottica caratterizzati da bande di materiale con indice di rifrazione diverso che si alternano tra di loro in modo tale da filtrare una lunghezza d'onda. 
Nel caso di dilatazione della fibra, nella quale è stato impiantato il reticolo, la lunghezza d'onda filtrata varia. 
Questi elementi sono utilizzati nel sensore a fibra ottica di tipo FBG (Fiber Bragg Grating) per misurare le deformazioni otticamente. Questa particolare tipologia di strumentazione sfrutta la dilatazione della fibra ottica,  che viene immersa o incollata nell'elemento di cui vogliamo misurare la deformazione. Un sensore colorimetrico analizzerà poi la lunghezza d'onda assorbita dal reticolo.
Applicazioni:
Misurazione di temperatura e pressione in reattori e industrie, turbine per centrali elettriche, motori per aerei.
Misura di vibrazioni e spostamenti di componenti meccaniche di aerei e veicoli.